# Héctor Cención
Héctor Jesús Cención Salazar (2 de abril de 1999) es un karateka panameño. En los Juegos Panamericanos de 2019 celebrados en Lima, Perú, ganó una de las medallas de bronce en la prueba de kata masculina.

## Biografía
En 2018, ganó la medalla de plata en la prueba de kata masculina en los Juegos Sudamericanos de 2018 celebrados en Cochabamba, Bolivia. En 2018, también compitió en la prueba de kata individual masculina en el Campeonato Mundial de Karate de 2018 celebrado en Madrid, España Héctor Cencion es tres veces campeón nacional y seis veces campeón centroamericano adulto. Es cinco veces finalista sudamericano, siendo 2 veces campeón sudamericano y 3 veces vicecampeón. Es dos veces Campeón Panamericano Sub-21 y en 2019 fue N°1 del ranking mundial de karateka sub-21. A 2020 de 5. En 2019 ganó el título de mejor deportista del año en PANAMÁ, el ganador entre todos los deportes. En junio de 2021, compitió en el Torneo de Clasificación Olímpica Mundial celebrado en París, Francia, con la esperanza de clasificarse para los Juegos Olímpicos de Verano de 2020 en Tokio, Japón. En noviembre de 2021, compitió en el Campeonato Mundial de Karate de 2021 celebrado en Dubai, Emiratos Árabes Unidos. Ganó una de las medallas de bronce en la prueba de kata masculina en los Juegos Bolivarianos 2022 celebrados en Valledupar, Colombia. Compitió en kata masculino en los Juegos Mundiales de 2022 celebrados en Birmingham, Estados Unidos. Ganó una de las medallas de bronce en su evento en los Juegos Sudamericanos 2022 celebrados en Asunción, Paraguay.